# COSMOS 2607238
COSMOS 2607238 è una galassia spirale barrata situata nella costellazione del Sestante con un redshift di z = 0,6562 pari a 6,12 miliardi di anni luce.
Questa galassia è stata oggetto di uno studio, insieme a più di altre 2000 galassie spirali, condotto nell'ambito del più grande censimento di galassie utilizzando l'Advanced Camera for Surveys del Telescopio spaziale Hubble. Le osservazioni fanno poi parte del Cosmic Evolution Survey (COSMOS).